# Mangrove Bay
Mangrove Bay är en vik i Australien. Den ligger i delstaten Western Australia, omkring 2 200 kilometer nordost om delstatshuvudstaden Perth.
Omgivningarna runt Mangrove Bay är i huvudsak ett öppet busklandskap. Trakten runt Mangrove Bay är nära nog obefolkad, med mindre än två invånare per kvadratkilometer. Genomsnittlig årsnederbörd är 1 112 millimeter. Den regnigaste månaden är februari, med i genomsnitt 295 mm nederbörd, och den torraste är augusti, med 1 mm nederbörd.